# Botond (Künstler)
Botond (* 3. März 1949 in Pécs, Ungarn als Ferenczi Botond; † 27. Oktober 2010 in Nürnberg) war Bildhauer, Zeichner und Objektkünstler. Er lebte und arbeitete in Nürnberg und Budapest.

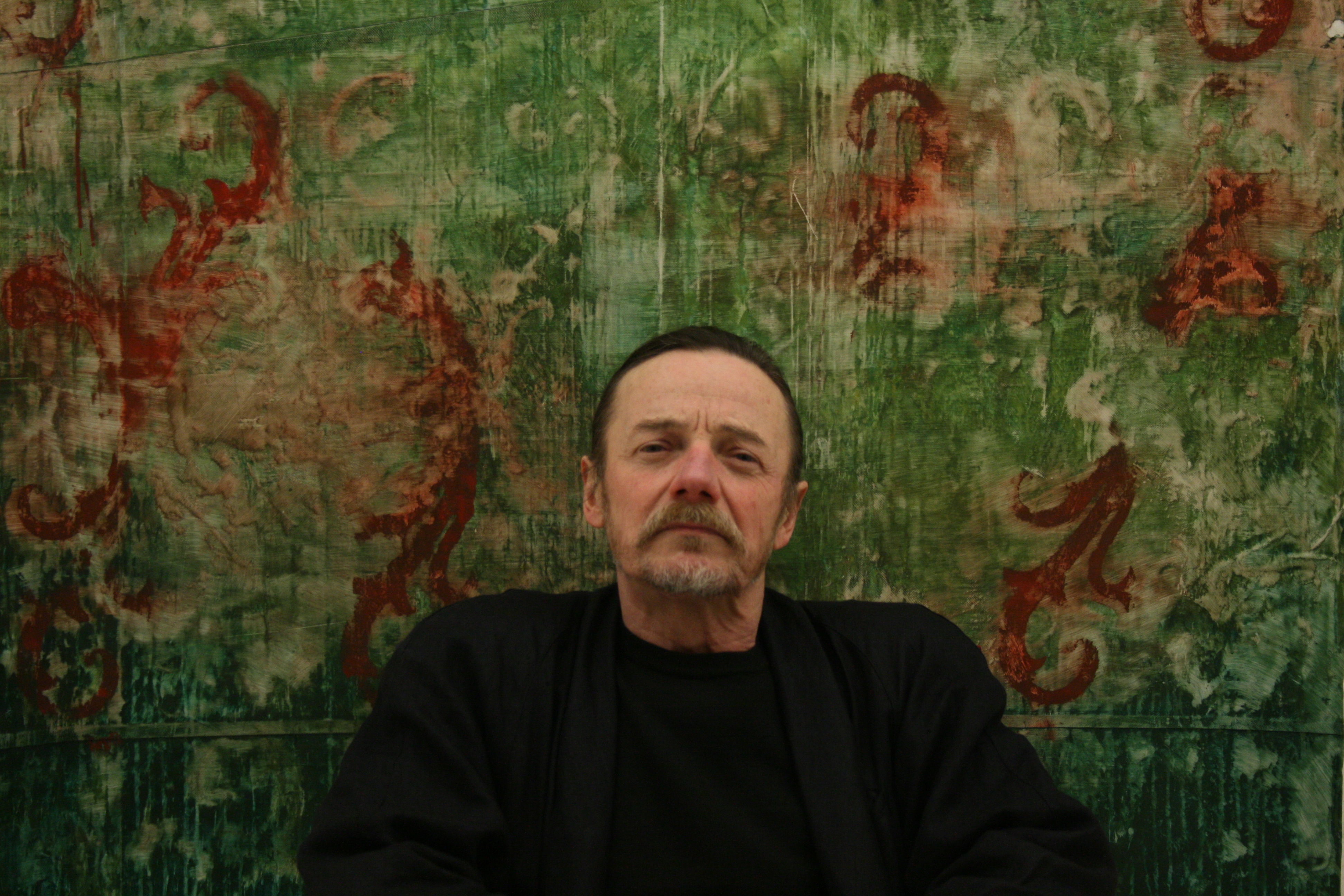
Botond

## Leben und Werk
Botond verbrachte seine Schulzeit in Südungarn. Seine Ausbildung an der Hochschule für angewandte Kunst in Budapest schloss er 1975 ab. Nach vier Jahren als freischaffender Goldschmied übersiedelte er 1979 nach Deutschland, um sich der freien Kunst zu widmen. In den ersten Jahren des Übergangs wurde er mit der Leitung der Galerie des Berufsverbandes Bildender Künstler in Nürnberg betraut. Die damit verbundene Begegnung mit Künstlern und Galeristen aus West- und Südeuropa war für Botond wegweisend. Galerien in Köln, Hamburg, München und Nürnberg präsentierten regelmäßig sein Werk in Ausstellungen und an den Kunstmessen in Köln und Frankfurt.
Über 30 Jahre bis zu seinem Tod 2010 lebte und arbeitete Botond hauptsächlich in Nürnberg. Zahlreiche Ausstellungen und großangelegte Projekte trugen dazu bei, dass er auch über die Grenzen Deutschlands Aufmerksamkeit erlangte.
Seit den frühen 1980er-Jahren arbeitete Botond an komplexen Zyklen, wie Buch und Bibliothek, Zengö, Hommage, Civitas, Homo Bellicosus oder Schlaf. Diese Werkgruppen, die er über längere Zeiträume bearbeitete, setzten sich mit der Bücherverbrennung, der Missachtung der Natur, der Ausrottung rumänischer Dörfer, der Unmenschlichkeit der Städte oder der kriegerisch veranlagten Seite des Menschen auseinander.
Für seine Skulpturen und Objekte benutze Botond Metallbleche, Bronze, Stahldraht, später Kunststoffe, vor allem LKW-Planen. Zur technischen Umsetzung seiner Ideen dienten ihm neben diversen Schweißgeräten und Nähmaschinen auch solche Maschinen, die er selbst „im Sinne Leonardos“ konstruierte und die ganz auf seine Bedürfnisse zugeschnitten waren. Verschiedene Bearbeitungs- und Formtechniken entwickelte er in langwierigen Experimenten. Zeichnungen begleiteten seine Werkgruppen als eigenständige Kunstwerke.
Seit 1980 lebte Botond mit der Museumspädagogin Lioba Pilgram zusammen. Aus dieser Partnerschaft erwuchs eine Interessensgemeinschaft, aus der eine Reihe von Arbeiten im öffentlichen Raum hervorging.
Botond zeigte seine Werke an vielen Orten. Seine Vorliebe galt jedoch geschichtsträchtigen Räumen. So wurde sein Werk nicht nur in Museen, Galerien und auf öffentlichen Plätzen gezeigt, sondern auch in Bunkern, im Goldenen Saal des ehemaligen Nürnberger Reichsparteitagsgeländes, in Rathaussälen, Steinbrüchen, Klöstern, in verlassenen Künstlerdomizilen und auf Bibliotheksgeländen.
Botonds starb nach einer schweren Krebserkrankung. Sein Nachlass wird von seiner Witwe Lioba Pilgram verwaltet.

## Einzelausstellungen (Auswahl)
- Echo, Galerie Koppelmann, Köln 1987
- 232 °C, Goldener Saal des ehemaligen Reichsparteitagsgeländes, Nürnberg 1989
- Hommage, Kunsthalle Budapest 1990
- Galerie Kampl, München 1991
- Civitas, Dominikaner-Kloster Frankfurt am Main, 1991
- Universitäts-Bibliothek Klagenfurt 1992
- Bunker, Schutzbunker Nürnberg 1993
- Universitäts-Bibliothek Göttingen 1995
- Chapel Art Center, Köln und Hamburg 1995
- Goethe-Institut Budapest 1996
- Nürnberger Friedensmahl 1999,
- Historischer Rathaussaal Nürnberg 1999
- Homo Bellicosus, Kiscelli Múzeum, Budapest 2000
- Arche, Stadtbibliothek Nürnberg, Pellerhaus, Nürnberg 2003
- Schlaf.Sommeil, Musée Arthur Rimbaud und Musée de l’Ardenne, Charleville-Mézières 2005
- Schlaf, Stadtmuseum Siegburg 2007
- Abendmahl, Kunstwerk Nippes, Köln 2009
- Schlaf_Alvás, Kunstwerk Nippes, Köln 2010
- A Vacsora – Das Abendmahl, MODEM Centre for Modern and Contemporary Arts, Debrecen 2012
- BOTOND – Köpfe in der Kunst Galerie Fürth, Retrospektive in der Kunst Galerie Fürth, 2014

## Werke im öffentlichen Raum
- Georg-August-Universität Göttingen, Zentrales Hörsaalgebäude
- West End, Budapest
- U-Bahn-Station Schoppershof, Nürnberg
- Heumann-Chemie, Nürnberg
- Hypo-Bank, Győr
- Kriminalsoziologisches Institut, Wien
- Klinik Am Gräslein, Nürnberg
- Schule Bauernfeindstraße, Nürnberg
- Spielzeugmuseum Nürnberg, Nürnberg
- Acuna, Praxisklinik, Roth
- Südtiroler Platz, Nürnberg
- Blindeninstitut Rückersdorf

## Veröffentlichungen
- Echo, eine Rauminstallation, 1986–1987, Kunsthalle Nürnberg, 1987
- Hommage, ein Rauminstallations-Projekt, 1987/1990, Kunsthalle Budapest, 1990
- Bibliothek, ein Rauminstallations-Projekt, 1987–1993, Bauhof-Bunker, Nürnberg, 1993
- Die Kunstobjekte zum Nürnberger Friedensmahl 1999, Historischer Rathaussaal, Nürnberg, 1999
- Kapu 2000 (Tor 2000), Budapest, 2000
- Homo Bellicosus 2000, Kiscelli-Múzeum, Budapest, 2000
- Sommeil.Schlaf 2000–2005, Musée Arthur Rimbaud et Musée de l’Ardenne, Charleville-Mézières; Ernst Múzeum Budapest; Stadtmuseum Siegburg; 2005
- Botond. Das künstlerische Werk, Werkmonografie, 2012